# Тараклийский государственный университет
Тараклийский государственный университет имени Григория Цамблака — Список высших учебных заведений Молдавии в Молдавии.
Первый университет среди болгарских сообществ Молдавии, созданный указом президента Республики Молдова от 30 марта 2004 года. Открыт 1 октября 2004 года в присутствии президентов Республики Молдова Владимира Воронина и Республики Болгария Георгия Пырванова. Первый ректор - профессор, доктор исторических наук, Николай Червенков (2004-2010).
Первоначально носил название "Тараклийский государственный университет", а в соответствии с указом президента с 13 марта 2009 года носит имя митрополита Григория Цамблака.